# باريس جاكسون
باريس مايكل كاثرين جاكسون (ولدت في 3 أبريل 1998) ممثلة، ومغنية، وعارضة أمريكية. وهي ثاني أبناء مغني البوب العالمي مايكل جاكسون من زوجته ديبي روي.

## حياتها
ولدت باريس مايكل كاثرين جاكسون في 3 أبريل 1998 ، في بيفرلي هيلز ، كاليفورنيا ، تمت تسمية باريس بعد المدينة الفرنسية التي تم تصورها فيها.
وهي الطفل الأوسط وابنته فقط من المغني مايكل جاكسون والطفل الأصغر سناً من ديبي روي لديها أخ واحد أكبر ، مايكل جوزيف جاكسون ، الابن ("برينس") والأخ غير الشقيق الأصغر ، برينس مايكل جاكسون الثاني. تم تربيتها فقط من قبل والدها مايكل جاكسون ، الذي حصل على حقوق الحضانة الكاملة بعد طلاقه في عام 1999 ؛ ذكرت  ديبي روي  أنها كانت نيتها واتفقت مع مايكل على أنه سيرفع ويحصل على حضانة الأطفال
وفي عام 2010 ، أجرت باريس وأشقائها مقابلة مع أوبرا وينفري إلى جانب جدتهم كاثرين وأبناء عمومتهم عن الحياة بعد وفاة والدها ، قبلت هي وأخوها برينس أيضًا جائزة الإنجاز مدى الحياة  في حفل جوائز الـ غرامي 2010 نيابة عن والدهم

## عرقها
بالنسبة لعرقها وعن جدل الاخرين حول كونها بيضاء ولون والدها اسود لقد قالت إنها تعتبر نفسها سوداء وأنها كانت مغمورة في الثقافة الأفريقية الأمريكية من قبل والدها.
.

## روابط خارجية
- باريس جاكسون على موقع IMDb (الإنجليزية)
- باريس جاكسون على موقع ميوزك برينز (الإنجليزية)
- باريس جاكسون على موقع إن إن دي بي (الإنجليزية)
- باريس جاكسون على موقع أول ميوزيك (الإنجليزية)
- باريس جاكسون على موقع قاعدة بيانات الفيلم (الإنجليزية)
- Paris Jackson على تويتر.
- باريس جاكسون على إنستغرام
- Paris Jackson on Models.com